# Ковач (област Стара Загора)
Вижте пояснителната страница за други значения на Ковач.
Ковач е село в Южна България. То се намира в община Раднево, област Стара Загора.
Населението му наброява приблизително 90 души към 31.12.2013 г.